# 1828

## Родени
- Гийом Лежан, френски пътешественик
- Григорий Доростолски и Червенски, български духовник
- Никола Образописов, Български художник и иконописец
- 15 януари – Димитро Папазоглу, български предприемач
- 8 февруари – Жул Верн, френски писател
- 18 март – Уилям Рандъл Кримър, британски политик
- 20 март – Хенрик Ибсен, норвежки драматург
- 8 май – Анри Дюнан, швейцарски общественик
- 12 май – Данте Габриел Росети, английски поет, преводач, илюстратор и живописец
- 24 юли – Николай Чернишевски, руски писател и философ
- 28 юли – Йосиф Гурко,
- 27 август – Христо Г. Данов, български учител и книжовник
- 6 септември – Александър Михайлович Бутлеров, руски химик (нов стил – 17 септември)
- 9 септември – Йоаким Груев, български просветител и учител
- 9 септември – Лев Толстой, руски писател
- 15 септември – Александър Бутлеров, руски химик
- 25 октомври – Драган Цанков, български политик
- 18 ноември – Джон Лангдън Даун, английски учен, генетик
- 25 ноември – Франьо Рачки, хърватски историк и общественик

## Починали
- 16 април – Франсиско Гоя, испански художник
- 22 септември – Шака Зулу, зулуски цар
- 19 ноември – Франц Шуберт, Австрийски композитор

Вижте също:
- календара за тази година